# Łowiczer Scherenschnitte

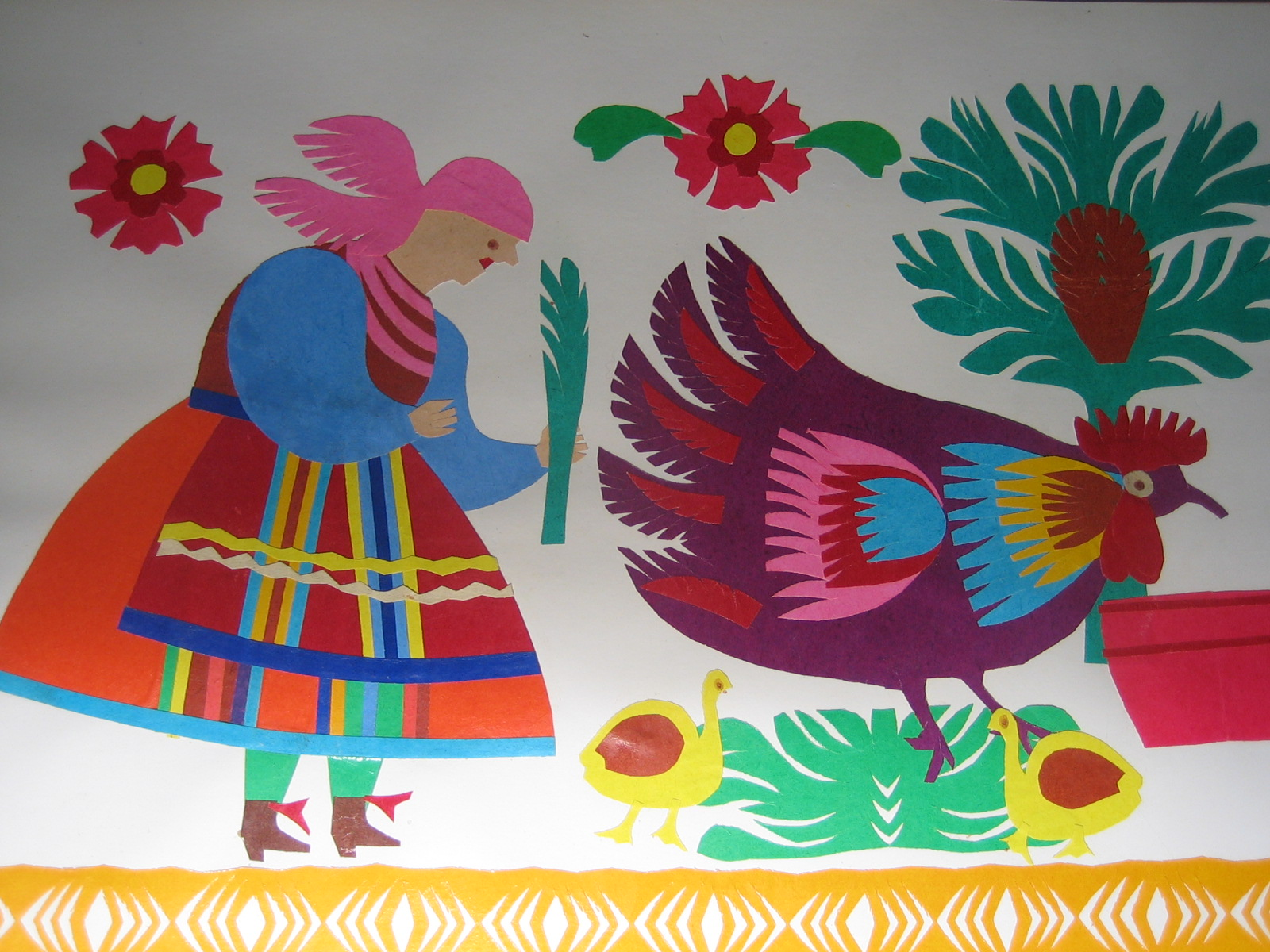
Łowiczer Scherenschnitt eines anonymen Scherenschneiders um 1980

Łowiczer Scherenschnitte (poln.: Wycinanki łowickie) sind polnische Schnittbilder aus Papier. Sie werden in der Umgebung der polnischen Stadt Łowicz hergestellt, die westlich von Warschau liegt.

## Geschichte
Ursprünglich wurden die Scherenschnitte als Vorlage für Verzierungen von Konditor-Gebäck benutzt. Die Szenen werden in Collagetechnik aus einfarbigem Papier mit Schere oder Messer ausgeschnitten und zu bunten Schnittbildern aus Papier auf weißem Karton zum Teil mehrschichtig aufgeklebt. Meist werden Szenen aus dem bäuerlichen Leben in der Tracht von Łowicz dargestellt. Als Motive dienen Bauern und Bäuerinnen sowie Haustiere wie Hühner, Schweine, Kühe und Schafe. Je feiner die Scherenschnitte gefertigt werden, desto höher ist der hierfür zu erzielende Preis.
Das volkstümliche Kunsthandwerk wird vorwiegend in den Wintermonaten als Brauchtum gepflegt. Die Erzeugnisse werden an Touristen im nahen Warschau verkauft. Die Künstler bleiben meist anonym; doch manche Arbeiten werden gekennzeichnet oder sogar signiert.